# Národní park Wood Buffalo
Národní park Wood Buffalo (Wood Buffalo National Park) je národní park v Kanadě. Zaujímá rozlohu 44 808 km² a leží na hranici provincie Alberta a Severozápadních teritorií. Nejdůležitějším chráněným živočichem je bizon lesní (Bison bison athabascae, anglicky Wood Buffalo), poddruh bizona amerického. Park byl založen roku 1922, od roku 1983 je zapsán na seznam světového dědictví.
Patří k plošně největším chráněným územím na světě, má větší rozlohu než Švýcarsko. Zaujímá rozsáhlou deltu řek Athabasca a Peace vlévajících se do jezera Athabasca, na západě přechází rovinatá krajina v pohoří Caribou Mountains. Převládají bažiny a jehličnaté lesy, nacházejí se tu také krasové závrty a solné pláně porostlé slanorožcem. Podnebí je kontinentální, letní teploty přesahují 20 °C, zatímco zimní klesají pod –30 °C.
Původními obyvateli oblasti byli Čipevajané a Kríové, jako první běloch se do oblasti dostal roku 1783 Peter Pond, za ním pronikali lovci kožešin ve službách Společnosti Hudsonova zálivu. Drsná krajina se nehodila k zemědělství a masové kolonizaci, zůstala tak posledním útočištěm řady živočišných druhů. Vybíjení bizonů v prérijní oblasti USA na konci 19. století způsobilo, že se stádo lesních bizonů žijící okolo Athabasky stalo největším na světě a byl vyhlášen projekt na jeho ochranu. Aby se zabránilo degeneraci způsobené inbreedingem, byli místní bizoni kříženi s dováženými prérijními bizony i s bizony z rezervace ve Wainwrightu na jihu Alberty, což však vedlo k hybridizaci a rozšíření infekčních nemocí. Na počátku 21. století se počet bizonů na území parku odhaduje na pět tisíc. Kromě toho zde žije los západokanadský, medvěd baribal, vlk kanadský nebo rys kanadský nebo rosomák sibiřský, z menších savců jsou typičtí svišť lesní a zajíc měnivý, avifaunu zastupují puštík vousatý, sovice sněžní nebo orel bělohlavý.
Labyrint průlivů a ostrůvků v říční deltě je vyhlášen jako významné ptačí území, kde hnízdí vzácný jeřáb americký (dlouho byl národní park Wood Buffalo jediným světovým hnízdištěm tohoto druhu, od roku 2001 se daří jeřábům hnízdit i u vesnice Necedah ve Wisconsinu). Hojný je zde také bobr kanadský, roku 2007 byla u jezera Lake Claire objevena největší bobří hráz na světě, dlouhá 850 metrů.
Oblast je přístupná po dálnici Mackenzie Highway. Enklávami uvnitř parku jsou domorodé rezervace ?Ejere K'elni Kue a Peace Point. V roce 2013 bylo území vyhlášeno největší oblastí tmavé oblohy na světě.